# Seznam izraelskih vohunov
Seznam izraelskih vohunov zajema vohune, ki so vohunili za Izrael oz. Izraelce, ki so vohunili za tujo državo (pri vsakem je zapisana opomba).

## A
- Nahum Admoni

## B
- Stephen Bryen (ameriški politik; predajal Izraelu zaupne dokumente)

## C
- Eli Cohen (egiptovski Jud, vohunil za Izrael v Egiptu)

## D
- Meir Dagan
- Shaike Dan (Dan Yeshayahu; pr. i. Isaiah Sheyke Dan Trachtenberg) (1909–1994)

## F
- Larry Franklin (ameriški obveščevalni častnik, vohunil za Izrael v ZDA)

## G
- Theodore Gross (dvojni agent, vohunil za Izrael in Egipt v Italiji)

## H
- Efraim Halevi
- Cheryl Hanin (ameriška Judinja, vohunila za Izrael v Italiji)

## M
- Moše Marzouk  (egiptovski Jud, vohunil za Izrael v Egiptu)

## L
- Wolfgang Lotz (nemški Jud, vohunil za Izrael v Egiptu)

## P
- Richard Perle (ameriški politik; predajal Izraelu zaupne dokumente)
- Jonathan Pollard (ameriško-judovski obveščevalni častnik, vohunil za Izrael v ZDA)

## S
- Ismail Sovan (izraelski Arabec; vohunil za Mosad v PLO)

## Š
- Šabtai Šavit

## T
- David A. Tenenbaum (ameriški vojaški strojni inženir; predajal Izraelu zaupne dokumente oz. podatke)